# Lisa Ryder
Lisa Ryder (Edmonton, 26 ottobre 1970) è un'attrice canadese.
È nota al pubblico per aver interpretato i ruoli della detective Tracy Vetter nella serie televisiva Forever Knight e di Beka Valentine nella serie Andromeda.

## Biografia
È nata ad Edmonton, Alberta ed ha frequentato l'Università di Toronto, dove ha iniziato a recitare. Appena laureata forma un gruppo locale di teatro che prende il nome di Bald Ego Productions. Ha recitato in molte produzioni teatrali, tra cui "Put Me Away", che lei stessa ha scritto. In seguito ha guadagnato il ruolo della detective Tracy Vetter nella stagione finale della serie televisiva di fantascienza drammatica Forever Knight negli anni 1995-1996, e poi nella serie televisiva Andromeda in cui ha recitato fino alla conclusione della stessa dopo 110 episodi. Ha avuto anche un ruolo importante nel film Jason X del 2001, interpretando l'androide Kay-Em 14.
È apparsa in ruoli minori nelle serie televisive Kung Fu - La leggenda, PSI Factor, Pianeta Terra - Cronaca di un'invasione, Total Recall 2070 e Wind at My Back. Ha avuto anche un ruolo ricorrente nella serie televisiva canadese The Newsroom. Tra i vari film in cui ha recitato la troviamo in Cuore rubato e The Story of Luke.

## Curiosità
È apparsa in una pubblicità televisiva per un detersivo per il bucato alla fine degli anni '80, primi anni '90.

## Filmografia

### Cinema
- City of Dark, regia di Bruno Lázaro Pacheco (1997)
- Strands, regia di Su Rynard – cortometraggio (1997)
- Blackheart, regia di Dominic Shiach (1998)
- Cuore rubato (Stolen Heart), regia di Terry O'Brien (1998)
- Jason X, regia di James Isaac (2001)
- Limone, regia di Katrin Bowen – cortometraggio (2004)
- Secret Lives, regia di George Mendeluk (2005)
- The Story of Luke, regia di Alonso Mayo (2012)

### Televisione
- Kung Fu: la leggenda continua (Kung Fu: The Legend Continues) – serie TV, episodio 2x14 (1994)
- Forever Knight – serie TV, 23 episodi (1995-1996)
- The Newsroom – serie TV, 4 episodi (1996)
- PSI Factor (PSI Factor: Chronicles of the Paranormal) – serie TV, episodio 2x06 (1997)
- Pianeta Terra - Cronaca di un'invasione (Earth: Final Conflict) – serie TV, episodi 1x01-1x02 (1997)
- Le avventure di Shirley Holmes (The Adventures of Shirley Holmes) – serie TV, episodio 3x09 (1998)
- Total Recall 2070 – serie TV, episodio 1x12 (1999)
- Andromeda – serie TV, 109 episodi (2000-2005)
- Wind at My Back – serie TV, episodi 5x05-5x13 (2001)
- The Ron James Show – serie TV, episodio 1x11 (2009)
- Valemont – serie TV, episodio 1x14 (2009)
- Degrassi: The Next Generation – serie TV, episodio 10x18 (2010)
- Good Dog – serie TV, episodi 1x01-1x05 (2011)
- Segreti in paradiso (Secrets of Eden), regia di Tawnia McKiernan – film TV (2012)
- Heartland – serie TV, episodio 6x02 (2012)
- Alphas – serie TV, episodio 2x13 (2012)
- Cracked – serie TV, episodio 1x09 (2013)
- Remedy – serie TV, episodi 1x04-1x05-1x08 (2014)
- Killjoys – serie TV, episodio 1x03 (2015)
- Mary Kills People – serie TV, episodio 1x02 (2017)
- The Strain – serie TV, episodi 4x02-4x04 (2017)

## Doppiatrici italiane
Nelle versioni in italiano dei suoi film, Lisa Ryder è stata doppiata da:
- Alessandra Korompay in Pianeta Terra - Cronaca di un'invasione
- Emanuela Baroni in Andromeda
- Roberta Paladini in Jason X
- Daniela D'Angelo in Segreti in paradiso
- Anna Cugini in Cracked